# Kanton Besançon-Est
Kanton Besançon-Est (francouzsky Canton de Besançon-Est) je francouzský kanton v departementu Doubs v regionu Franche-Comté. Tvoří ho tři obce.

## Obce kantonu
- Besançon (východní část)
- Chalezeule
- Chalèze